# Ínguias
Ínguias é uma povoação portuguesa sede da Freguesia de Ínguias do Município de Belmonte, freguesia com 23,21 km² de área e 606 habitantes (censo de 2021), tendo, por isso, uma densidade populacional de 26,1 hab./km².

## Demografia
A população registada nos censos foi:
| Distribuição da População por Grupos Etários | Distribuição da População por Grupos Etários | Distribuição da População por Grupos Etários | Distribuição da População por Grupos Etários | Distribuição da População por Grupos Etários |
| -------------------------------------------- | -------------------------------------------- | -------------------------------------------- | -------------------------------------------- | -------------------------------------------- |
| Ano                                          | 0-14 Anos                                    | 15-24 Anos                                   | 25-64 Anos                                   | > 65 Anos                                    |
| 2001                                         | 101                                          | 72                                           | 414                                          | 259                                          |
| 2011                                         | 72                                           | 50                                           | 310                                          | 238                                          |
| 2021                                         | 54                                           | 44                                           | 287                                          | 221                                          |

## Localidades
A Freguesia é composta por quatro aldeias:
- Carvalhal Formoso
- Ínguias
- Olas
- Trigais

## Património
- Capela de São José
- Sepulturas escavadas na rocha
- Lápide Romana
- Fonte de São João
- Fonte de Baixo
- Fonte da Mina
- Moinhos de água